# Postcodes in het Verenigd Koninkrijk
In het Verenigd Koninkrijk (Groot-Brittannië en Noord-Ierland) volgen de postcodes het volgende stramien:
A0 0AA
A00 0AA
A0A 0AA
AA0 0AA
AA00 0AA
AA0A 0AA
AAAA 0AA (bijvoorbeeld op de Falklandeilanden is een postcode FIQQ 1ZZ)
(A = letter, 0 = cijfer)
In het adresseren wordt de postcode onder de plaatsnaam gezet, bijvoorbeeld:
Duxford
CB22 4QR

## Regio's
De eerste letters geven de regio aan, waarbij de combinatie een afkorting van de hoofdplaats van de betreffende regio is:
- AB - Aberdeen
- AL - St Albans
- B - Birmingham
- BA - Bath
- BB - Blackburn
- BD - Bradford
- BH - Bournemouth
- BL - Bolton
- BN - Brighton
- BR - Bromley
- BS - Bristol
- BT - Belfast / Noord-Ierland
- CA - Carlisle
- CB - Cambridge
- CF - Cardiff
- CH - Chester
- CM - Chelmsford
- CO - Colchester
- CR - Croydon
- CT - Canterbury
- CV - Coventry
- CW - Crewe
- DA - Dartford
- DD - Dundee
- DE - Derby
- DG - Dumfries and Galloway
- DH - Durham
- DL - Darlington
- DN - Doncaster
- DT - Dorchester
- DY - Dudley
- E - Oost-Londen
- EC - Oost-Centraal-Londen
- EH - Edinburgh
- EN - Enfield
- EX - Exeter
- FK - Falkirk
- FY - Blackpool (Fylde)
- G - Glasgow
- GL - Gloucester
- GU - Guildford
- HA - Harrow
- HD - Huddersfield
- HG - Harrogate
- HP - Hemel Hempstead
- HR - Hereford
- HS - Buiten-Hebriden
- HU - Kingston upon Hull
- HX - Halifax
- IG - Ilford
- IP - Ipswich
- IV - Inverness
- KA - Kilmarnock
- KT - Kingston upon Thames
- KW - Kirkwall
- KY - Kirkcaldy
- L - Liverpool
- LA - Lancaster
- LD - Llandrindod Wells
- LE - Leicester
- LL - Llandudno
- LN - Lincoln
- LS - Leeds
- LU - Luton
- M - Manchester
- ME - Medway
- MK - Milton Keynes
- ML - Motherwell
- N - Noord-Londen
- NE - Newcastle upon Tyne
- NG - Nottingham
- NN - Northampton
- NP - Newport
- NR - Norwich
- NW - Noordwest-Londen
- OL - Oldham
- OX - Oxford
- PA - Paisley
- PE - Peterborough
- PH - Perth
- PL - Plymouth
- PO - Portsmouth
- PR - Preston
- RG - Reading
- RH - Redhill (Surrey)
- RM - Romford
- S - Sheffield
- SA - Swansea
- SE - Zuidoost-Londen
- SG - Stevenage
- SK - Stockport
- SL - Slough
- SM - Sutton
- SN - Swindon
- SO - Southampton
- SP - Salisbury
- SR - Sunderland
- SS - Southend-on-Sea
- ST - Stoke-on-Trent
- SW - Zuidwest-Londen
- SY - Shrewsbury
- TA - Taunton
- TD - Galashiels (Tweed)
- TF - Telford
- TN - Tonbridge
- TQ - Torquay
- TR - Truro
- TS - Teesside
- TW - Twickenham
- UB - Uxbridge
- W - West-Londen
- WA - Warrington
- WC - West-Centraal-Londen
- WD - Watford
- WF - Wakefield
- WN - Wigan
- WR - Worcester
- WS - Walsall
- WV - Wolverhampton
- YO - York
- ZE - Shetlandeilanden

### Kroonbezit
Sinds begin van de jaren negentig hebben ook de eilanden onder kroonbezit postcodes:
- GY - Guernsey
- JE - Jersey
- IM - Man (Isle of Man)

### Britse overzeese gebieden
- ASCN - Ascension
- BBND - Brits Territorium in de Indische Oceaan
- BIQQ - Brits Antarctisch Territorium
- FIQQ - Falklandeilanden
- PCRN - Pitcairneilanden
- SIQQ - Zuid-Georgië en de Zuidelijke Sandwicheilanden
- STHL - Sint-Helena
- TDCU - Tristan da Cunha
- TKCA - Turks- en Caicoseilanden

## Verdere onderverdeling
De bovenstaande regio's zijn verder verdeeld in subregio's. Deze worden met één of twee cijfers, direct volgend op de letters aangeduid, bijvoorbeeld: CB2.
Een verdere onderverdeling volgt naar postkantoren, wijken en straten. De kathedraal van York in Yorkshire heeft bijvoorbeeld de postcode YO1 7JF.
In Londen geldt een afwijkend systeem, dat gebaseerd is op de postdistricten van 1856:
- Centraal Londen: EC / WC (East Central en West Central)
- Overig Londen: N, NW, SW, SE, W and E (North, North-West, South-West, South-East, West en East)